# Dust to Dust: The Health Effects of 9/11
Dust to Dust: The Health Effects of 9/11 (2006) es un documental de una hora de duración transmitido por el Sundance Channel. Fue dirigido por Heidi Dehncke-Fisher y producido por Bruce Kennedy.
El documental apunta a los efectos en la salud de la gente en las inmediaciones del derrumbado World Trade Center tras los Atentados del 11 de septiembre de 2001 en la ciudad de Nueva York. También cuestiona si los políticos influenciaron las declaraciones de la Agencia de Protección Ambiental de los Estados Unidos acerca de la seguridad del aire en Manhattan.
Incluye entrevistas con víctimas de la polvareda de las torres gemelas y con funcionarios de la salud de Nueva York. Y también citas de gobernantes, como la del en ese entonces alcalde de la ciudad Rudy Giuliani diciendo: "La calidad del aire es segura y aceptable".
El actor y exbombero Steve Buscemi es el narrador del documental. El día después de los ataques del 11 de septiembre, Buscemi se presentó como voluntario para ayudar en la zona, trabajando durante una semana, y eludiendo toda publicidad.
Anita Gates del New York Times describió el documental como "impactante y persuasivo", y dijo que el "malo" de Dust to Dust fue la directora de la Agencia de Protección Ambiental Christine Todd Whitman.